# Carlos Salinas de Gortari
Carlos Salinas de Gortari (Cidade do México, 3 de abril de 1948) é um economista e político mexicano. Foi presidente do México, de 1988 até 1994.

## Carreira política anterior à presidência
Carlos Salinas licenciou-se em economia pela Universidade Nacional Autónoma do México (UNAM) em 1969. Obteve o grau de mestre em administração pública em 1973 e em política económica em 1976 e doutorou-se em governação e política económica, sempre na Universidade de Harvard. Após o seu regresso ao México foi professor na UNAM. Apesar de ser membro do Partido Revolucionário Institucional (PRI) desde os seus tempos de estudante, apenas durante a presidência de Miguel de la Madrid chegaria a ocupar um cargo governamental na secretaria de planeamento e orçamento de 1982 até 1987.
A atmosfera política do México começou a mudar durante a década de 1980. O país atravessava uma crise económica, causada sobretudo pelos excessos de despesas das administrações anteriores e pela queda drástica dos preços do petróleo, levando o país a uma situação de grande endividamento. Vários membros importantes do PRI demitiram-se de seus cargos, entre eles Cuauhtémoc Cárdenas, filho de Lázaro Cárdenas del Río, um presidente popular entre os mexicanos durante os anos 30. O Terramoto da Cidade do México de 1985, com os seus quase 10 000 mortos, é por muitos considerado como o catalisador da promoção da democracia e da necessidade de mudança. A resposta da administração de Miguel de la Madrid a esta catástrofe foi muito deficiente, enquanto os cidadãos anónimos organizaram com sucesso equipas de socorro, muitas delas lideradas por conhecidos intelectuais de esquerda.

## Eleições de 1988
Cárdenas inscreveu-se como candidato por uma coligação da oposição denominada Frente Democrático Nacional. Rapidamente se tornou uma figura popular, tornando-se o primeiro candidato da oposição a encher com os seus apoiantes o Zócalo da Cidade do México e ainda o primeiro a ameaçar seriamente o PRI que havia ganho todas as eleições presidenciais desde a sua fundação em 1929. O Ministério do Interior através da Comissão Eleitoral Federal, era a instituição encarregada do processo eleitoral e instalou um sofisticado sistema informático para proceder à contagem dos votos. Em 6 de julho de 1988, o dia das eleições, o sistema informático falhou (se cayó el sistema) e quando finalmente foi posto de novo em funcionamento, Carlos Salinas foi declarado vencedor. Apesar das eleições terem sido extremamente controversas, e de alguns afirmarem que a vitória de Salinas foi legal, a expressão se cayó el sistema tornou-se um eufemismo coloquial para fraude eleitoral.
A falha do sistema informático usado para registar a contagem dos votos consistiu em duas situações suspeitas em que o sistema se desligou. As suspeitas aumentaram quando o congresso mexicano aprovou, com o apoio do Partido de Acção Nacional (PAN), a destruição da documentação eleitoral que podia mostrar qual o resultado real da eleição sem que esta documentação fosse sequer examinada. Outros acreditam que Salinas ganhou de facto as eleições, ainda que provavelmente sem maioria absoluta contrariamente ao que dizem os números oficiais – o que de qualquer forma não é requerido pela lei mexicana.
Durante uma entrevista dada à Televisa em setembro de 2005, Miguel de la Madrid reconheceu que o PRI havia perdido as eleições de 1988. No entanto, imediatamente emendou esta afirmação dizendo que o PRI tinha pelo menos perdido uma quantidade significativa de votos. Instado a comentar as afirmações de la Madrid, o senador Manuel Bartlett, que era o presidente da Comissão Eleitoral Federal durante o governo de la Madrid, disse que Salinas havia ganho as eleições ainda que com a menor margem de entre todos os candidatos anteriores do PRI. Atribuiu ainda as afirmações de la Madrid à sua idade avançada (71 anos em 2005) e ao facto de o jornalista Carlos Loret Mora as ter retirado do contexto em que foram proferidas.

## Presidência (1988-1994)
Durante os primeiros anos do seu mandato, o presidente Salinas lançou uma série de iniciativas arrojadas como a reversão da nacionalização bancária de 1982, o reatamento das relações com a Igreja Católica e com o Vaticano, alterações à legislação de propriedade das terras e sobretudo negociando o NAFTA com os Estados Unidos da América e o Canadá.
Ainda que uma análise global do seu mandato continue a ser um assunto controverso na política mexicana, Carlos Salinas levou a cabo mudanças significativas nas seguintes áreas:
- Renegociou a dívida externa. Em 1982, no início do governo de Madrid, a dívida externa era de 74 bilhões de dólares.[11] Em 1988, no final do governo de Madrid, a dívida externa era de 105 bilhões de dólares.[12] Salinas renegociou a dívida externa, gerando uma pequena redução, para 100 bilhões de dólares em 1990.[13] Ao final de seu governo, porém, a dívida externa acabou alcançando 150 bilhões de dólares, tornando-se a maior do mundo em 1994;[14]
- No período 1975-1988, a inflação havia atingido níveis históricos, até ao máximo de 159,17% em 1987, um ano antes do início do seu mandato. No final do seu mandato a inflação havia sido reduzida para 7.05% em 1994, o valor mais baixo em 22 anos;
- No período 1975-1988, o peso mexicano havia desvalorizado de $ 12,50 por dólar americano para $ 2 650,00 por dólar. Durante o seu mandato o peso desvalorizou de $ 2 650 para N$ 3,60 ($ 3 600 antes da instituição do novo peso em 1993) por dólar em 30 de novembro de 1994, ou seja, o peso desvalorizou-se bem menos que nas duas presidências anteriores, ainda que na passagem de mandato de Salinas de Gortari para seu sucessor Ernesto Zedillo, tenha ocorrido uma forte desvalorização que fez com que a moeda perdesse metade do valor;
- Levou a cabo a reforma do sistema eleitoral, tornando-o controlado pelos cidadãos e independente do Ministério do Interior e criou a Credencial para votar como documento de identidade gratuito e universal no México (registando assim todos os cidadãos no sistema eleitoral, permitindo-lhes votar sem restrições burocráticas e sem necessidade de pré-registo). As eleições mexicanas de 1994 foram as primeiras a ser acompanhadas por observadores internacionais, sendo consideradas na altura as eleições mais justas do século, apesar de não estarem isentas de controvérsia;
- Reformou as Leis Clericais que proibiam os padres católicos de exercer o direito cívico de votar e estabeleceu uma nova relação entre o estado e a igreja, a qual havia sido muito afectada pela Guerra Cristera. As novas leis também permitiam que as igrejas católicas fossem proprietárias dos seus edifícios (os quais haviam sido anteriormente nacionalizados);
- Negociou o Tratado de Livre Comércio da América do Norte (NAFTA) com os Estados Unidos e Canadá;[15]
- Iniciou um programa de privatizações, após o qual o governo manteve na sua posse apenas algumas das centenas de companhias que haviam sido nacionalizadas, sobretudo durante a década de 1970. Uma das privatizações mais importantes foi sem dúvida a da Telmex, que permaneceu um monopólio até meados dos anos 90 e que seria vendida a Carlos Slim. Segundo alguns críticos de Salinas, Slim poderá ter sido favorecido por este, da mesma forma que Salinas Pliego havia sido favorecido na privatização da Imevisión (mais tarde TV Azteca), relativamente aos restantes possíveis compradores.

Durante esses anos, o México experimentou um forte crescimento econômico e o desenvolvimento de uma "nova classe empresarial" extremamente rica, incluindo cada vez mais bilionários, mas à custa de desigualdades crescentes. Esta política também levou à concentração da mídia, ao controle de alguns grandes patrões sobre a economia e à corrupção endêmica. O especialista em drogas Jean-François Boyer observa que "as privatizações do período 1989-1995 (...) permitiram que os narcotraficantes, com a cumplicidade do Estado e dos narco-políticos, se tornassem uma potência econômica legal".

## 1994 - Ano de eleições e colapso económico

### Os gastos excessivos de Salinas
A popularidade de Salinas de Gortari nesta altura não era muito grande. A bolha económica trouxera ao México uma prosperidade que não se tinha visto durante uma geração. Este período de rápido crescimento associado à baixa inflação levou a que alguns pensadores políticos e os mídia afirmassem que o México estava à beira de se tornar uma nação de "primeiro mundo". De facto, foi o primeiro dos '"países em desenvolvimento" a ser admitido na OCDE em maio de 1994. Sabia-se que o peso estava sobrevalorizado, mas a extensão da vulnerabilidade da economia mexicana era ou pouco conhecida ou subestimada, quer pelo governo de Salinas de Gortari quer pela mídia. Esta vulnerabilidade foi agravada por várias ocorrências excepcionais (como o levantamento do EZLN em Chiapas e erros macroeconómicos cometidos durante o último ano de governo de Salinas de Gortari).
Vários economistas e historiadores, entre eles Hufbauer e Schoot (2005), têm analisado alguns dos acontecimentos e erros políticos que precipitaram a crise de dezembro de 1994. No seguimento da tradição do PRI para anos em que havia eleições, Salinas lançou-se numa onda de gastos destinados a financiar projectos populares (e assim conseguir obter a simpatia do eleitorado para com o seu partido), que se traduziu num défice historicamente alto. Este défice orçamental estava associado ao défice nas contas correntes, alimentado pelos gastos excessivos dos consumidores permitidos por uma moeda sobrevalorizada. Por forma a financiar este défice, a administração de Salinas emitiu tesobonos um instrumento de dívida atractivo que assegurava o pagamento em dólares e não em pesos. Esta atitude poderá ter sido uma resposta a três acontecimentos importantes que haviam abalado a confiança dos investidores na estabilidade do país: a já mencionada revolta zapatista, o assassinato do candidato presidencial do PRI Luis Donaldo Colosio e ainda o assassinato de Francisco Ruiz Massieu, antigo cunhado de Salinas e procurador-geral encarregado da investigação sobre o assassinato de Colosio.
Estes acontecimentos, em conjunto com o crescente défice corrente alimentado pela despesa governamental, produziram alarme entre os investidores mexicanos e estrangeiros que haviam adquirido tesobonos, levando-os a proceder rapidamente à sua venda, consumindo assim as já baixas reservas de moeda (que chegariam a atingir um mínimo histórico de 9 biliões de dólares). Frente a esta situação, a atitude economicamente ortodoxa a tomar, de forma a manter a taxa de câmbio fixa (3,3 pesos por dólar, dentro de uma faixa de variação), seria proceder a um aumento acentuado da taxa de juro permitindo que a base monetária diminuísse, à medida que os dólares eram retirados das reservas (Hufbauer & Schott, 2005). Uma vez que se tratava de um ano de eleições, cujo resultado poderia ser influenciado por uma reviravolta económica em véspera de eleições, o Banco da México decidiu comprar títulos do tesouro mexicano de forma a manter a base monetária, e assim evitar a subida da taxa de juro. O resultado desta medida foi uma diminuição ainda maior das reservas de dólares. Estas decisões agravaram ainda mais uma situação já delicada, até ao ponto em que a crise se tornou inevitável e a desvalorização foi apenas um dos muitos ajustamentos necessários. Ainda assim, nada foi feito nos últimos 5 meses de governo de Salinas, mesmo após as eleições em julho desse ano. Alguns analistas presumem que isto aconteceu na tentativa de manter em alta a popularidade de Salinas, que tentava reunir apoio internacional para ser nomeado director-geral da OMC. Ernesto Zedillo tomou posse a 1 de dezembro de 1994.

### O erro de dezembro
Poucos dias depois de uma reunião privada, Zedillo anunciou repentinamente que o seu governo iria alargar a faixa de variação da taxa de câmbio fixa para 15% (até 4 pesos por dólar), através do abandono das medidas pouco ortodoxas tomadas pela administração anterior para manter a taxa de câmbio fixa no nível anterior. Contudo esta medida revelou-se insuficiente e o governo não conseguiu sequer manter este novo limite e decidiu deixar a cotação entrar em flutuação livre. Apesar de os peritos concordarem que era necessária a desvalorização do peso, os críticos da jovem administração de Zedillo (22 dias), afirmam que ainda que coerente do ponto de vista económico, a forma como foi conduzida politicamente foi um erro. Ao anunciar os seus planos de desvalorização do peso, teria levado a que muitos investidores estrangeiros retirassem os seus investimentos agravando ainda mais a situação. Quer a situação se tenha agravado ou não, o resultado desta medida foi a desvalorização do peso de 4 pesos por dólar para 7,2 pesos por dólar no espaço de uma semana.
As empresas mexicanas com dívidas a serem pagas em dólares, ou que dependiam de bens provenientes do Estados Unidos, foram imediatamente afectadas, ocorrendo despedimentos em massa e vários suicídios. As companhias cujos administradores estavam presentes na reunião no gabinete de Zedillo foram poupadas – de sobreaviso, rapidamente compraram dólares e renegociaram os seus contratos em pesos. Para tornar as coisas ainda piores, o anúncio da desvalorização foi feito no meio da semana, numa quarta-feira, e durante o resto da semana os investidores estrangeiros abandonaram o mercado mexicano sem que o governo tomasse qualquer medida para o evitar ou desencorajar até à segunda-feira seguinte, quando já era tarde demais.
Salinas foi duramente criticado no México. Foi considerado culpado do colapso da economia pela maioria da população, e pelo método usado na privatização de várias empresas públicas, a qual tinha beneficiado alguns dos seus amigos. Mais ainda, foi acusado de permitir a corrupção e amizades com o narcotráfico. Relativamente ao colapso económico a reacção de Salinas foi rápida, culpando a gestão inepta da situação por parte de Zedillo, cunhando o termo Erro de Dezembro para se referir à crise e aos erros de Zedillo. Afirmou ainda que havia conversado com Zedillo antes das eleições sobre a possibilidade de partilharem o fardo da desvalorização através duma desvalorização limitada antes do termo do seu mandato, com a restante desvalorização necessária a ser efectuada durante o mandato de Zedillo.
O erro de dezembro causou tanta revolta, que por muito tempo Salinas não se atreveu a regressar ao México (estava em campanha mundial para o cargo de director-geral da OMC). Este incidente serviu ainda para demonstrar claramente que a sua influência sobre o governo de Zedillo (se alguma vez a tivera) havia terminado.
Salinas foi considerado responsável por alegadamente ignorar os problemas económicos da sua administração e, com o seu prestígio perdido, exilou-se em Dublin, Irlanda, onde voltaria a casar. Apesar de ser livre de regressar ao México e de o fazer de tempos a tempos, continua a gerar controvérsia. O seu irmão Raúl foi preso, acusado de estar por detrás do assassinato político de Francisco Ruiz Massieu, um membro do seu próprio partido, e de ter cometido fraude enquanto trabalhava para o governo durante a presidência de Carlos.

## O livro de Salinas

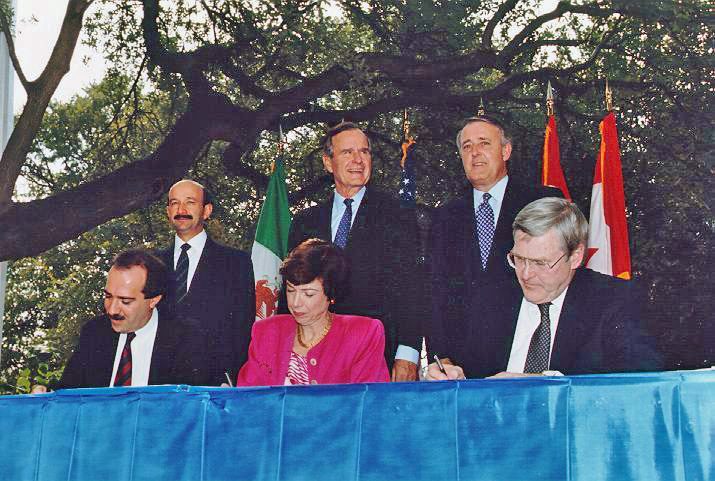
Carlos Salinas (esq.), George H. W. Bush e Brian Mulroney na cerimónia inaugural do NAFTA

Durante os últimos anos do mandato de Zedillo, Salinas regressou ao México para anunciar a publicação do seu livro altamente controverso de mil páginas México, un paso dificil a la modernidad (México, uma passagem difícil à modernidade). Escrito durante a sua estada na Irlanda e pleno de citações de artigos de imprensa e de memórias políticas, nele defendia os seus sucessos e culpava Zedillo pela crise que se seguiu à saída da sua administração. Negando todas as acusações feitas contra ele, incluindo a de conspirar sobre o assassinato de Luís Colosio, esta sua visita chocou a cena política mexicana, com várias entrevistas surpresa nos mídia. Contudo, alguns dias mais tarde, a chegada aos mídia de gravações ilegais de uma conversa entre o seu irmão Raúl e uma de suas irmãs sobre quem realmente tinha direito à fortuna da família e mais tarde a detenção de Raúl, rapidamente puseram termo à euforia mediática provocada pela sua visita. 
O livro propriamente dito – um volume espesso impresso em letra miúda, recheado de notas de rodapé e notas marginais – provou ser tão controverso como o seu autor. O seu valor objectivo é questionável pois fica claro tratar-se de um documento escrito em auto-defesa, mas ainda assim permanece como fonte primária de material para o estudioso, clarificando o modo como Salinas se via a si mesmo (e, acrescentam os críticos, demonstrando o seu orgulho e egoísmo). Um grupo de pessoas com dívidas aos bancos, formado após o erro de dezembro (El Barzón) declarou-se ultrajado pelo que consideravam ser uma forma de fazer dinheiro à custa das suas tragédias e tomou a decisão de transcrever a totalidade do livro, respeitando até o grafismo, e de o oferecer em forma electrónica, o que de facto aconteceu apesar das ameaças do editor. Salinas provavelmente não se importou muito – já havia anunciado que doaria uma cópia do livro a todas as bibliotecas públicas do país.

## Últimos anos
Divorciou-se e voltou a casar. Parece passar a maior parte do seu tempo na Europa, viajando regularmente ao México, mas já não é a sensação mediática de outros tempos. 
Em 6 de dezembro de 2004, o irmão mais novo de Salinas, Enrique foi encontrado sem vida no interior do seu carro com um saco plástico enfiado na cabeça. Inicialmente as autoridades estavam relutantes em falar de homicídio, mas acabariam mais tarde por admitir tratar-se dum, negando no entanto quaisquer implicações políticas. Com o passar dos dias, as autoridades passaram a acreditar ter-se tratado de uma morte acidental durante uma tentativa de extorsão feita por um amigo ou colaborador, ou um crime passional envolvendo um membro da família. Fosse como fosse, provavelmente tratou-se de uma acto imprevisto ou executado por criminosos inexperientes. O corpo de Enrique foi abandonado no seu carro numa zona vigiada por câmaras. As imagens gravadas por estas mostram confusão e desorientação da parte das pessoas que conduziram o carro de Enrique até ao local, utilizando outro veículo para o abandonar. O telefone celular de Enrique foi utilizado após a sua morte e deixado no seu carro. Foram encontradas no carro impressões digitais não identificadas e cabelos humanos nas mãos de Enrique. Determinou-se que tinha sido posto inconsciente com uma pancada na cabeça e morto por asfixia, mas não pelo saco de plástico encontrado no corpo. Aparentemente conhecia os seus atacantes e é possível que se tenha encontrado com eles de forma voluntária.
Muitos membros da família foram chamados a depor, incluindo o irmão detido, Raúl, mas não Carlos. Alguns anos antes Enrique fora suspeito de dar cobertura financeira a Raúl e Carlos, tendo-lhe sido congelada uma conta num banco suíço, mas a maior parte do tempo mantinha um baixo perfil, não se envolvendo na política, sendo nada mais que um empresário quase desconhecido do público em geral. Após a sua morte foi revelado que estava a ser investigado na França e pela Interpol; que tinha problemas financeiros e que pouco antes da sua morte escrevera uma carta onde explicava em termos vagos que estava a ser sujeito a uma pressão terrível devido a fugas de informação (presumivelmente um artigo publicado numa revista) e por amigos e ainda que temia pelo seu bem-estar e da sua família.
Em janeiro de 2005, as autoridades foram forçadas a confirmar o teor de uma fuga de informação sobre a possibilidade de Enrique poder ter sido morto por agentes da AFI (a polícia criminal federal do México). Segundo esta hipótese, ele tinha problemas financeiros com a sua ex-mulher e foi aconselhado pelo seu advogado a contratar alguns agentes da AFI seus conhecidos para resolver o problema. Enrique estabeleceu contacto com estes agentes mas mais tarde chegaria a acordo com a sua ex-mulher e tentou esquecer o assunto, mas os agentes chantagearam-no e acabaram por matá-lo. As autoridades reconheceram também que havia suspeitas sobre membros da família de Enrique pois os seus testemunhos divergiam relativamente às horas anteriores ao homicídio e porque as suas relações com Enrique eram difíceis. Quase ao mesmo tempo, as autoridades francesas anunciaram que iriam acusar Raúl e outros membros da família do crime de lavagem de dinheiro.